# Henrich Daniel Schneider
Henrich Daniel Schneider (* 17. März 1766 in Sachsenberg; † 17. März 1829 (Begräbnis) ebenda) war ein deutscher Bürgermeister und Politiker.

## Leben
Schneider war der Sohn von Johann Carl Schneider (* 29. November 1738 in Sachsenberg; † 28. September 1806 ebenda) und dessen Ehefrau Marie Elisabeth geborene Scharff (* 5. Dezember 1745 in Sachsenberg; † 11. März 1818 ebenda). Er war evangelisch und heiratete am 10. Mai 1792 in Sachsenberg Anne Elisabeth Schmidt (* 25. Juni 1772 in Sachsenberg; † 13. Januar 1847 ebenda), die Tochter des Johann Conrad Schmidt und der Anne Elisabeth Kerl.
Schneider war von Herbst 1819 bis Herbst 1821, von Herbst 1823 bis Jahresanfang 1825 und erneut von Jahresanfang 1826 bis Herbst 1827 Bürgermeister der Stadt Sachsenberg. Als solcher war er von (Herbst) 1819 bis (Herbst) 1821, vom 10. Dezember 1823 bis (Jahresanfang) 1825 und von (Jahresanfang) 1826 bis (Herbst) 1827 Mitglied des Landstandes des Fürstentums Waldeck.